# 赵盾
赵盾（？—前601年），又称赵宣子、赵孟。春秋时期晋国大夫。赵衰之子，赵同、赵括、赵婴齐之兄。 

## 生平
公元前656年（周惠王二十一年），赵衰跟随重耳逃亡狄地，娶狄女叔隗，生赵盾。
公元前621年（周襄王三十一年）春，赵盾执掌晋国国事。八月，晋襄公薨，赵盾等立晋襄公之子夷皋。晋襄公遗命立夷皋为君，而夷皋年幼，故晋人希望立年长者为君安定晋国。赵盾欲迎立正在秦国作亚卿的公子雍（晋文公与杜祁之子），而狐射姑则支持公子乐（晋文公与辰嬴之子）。赵盾认为公子乐“母淫子辟”，而公子雍“母义子爱”且与秦国亲近，派先蔑、士会前往秦国迎接公子雍。襄公夫人穆嬴抱夷皋在朝堂大哭，以“先君之命”责备赵盾，赵盾和各大夫被逼不过，只得背着先蔑等人立夷皋为君，是为灵公。赵盾率军在令狐将护送公子雍回晋的秦军击败，但此事已徹底損害了秦晉的友好關係，使后来秦晉一直交惡。后与齐侯、宋公、卫侯、郑伯、许男、曹伯会盟于扈。
公元前619年（周襄王三十三年）冬十月壬午，赵盾与鲁国会盟于衡雍。
公元前615年（周顷王四年），秦康公攻晋，赵盾率晋军与秦军战于河曲。晋国大夫臾骈认为秦军粮食不足，不能持久，建议坚守待战。秦国大夫士会看破臾骈之计，让秦兵袭击晋营，诱赵穿出击。赵穿为晋侯女婿，狂妄却不晓军事，而且不服臾骈。赵穿中计孤军出击，赵盾唯恐赵穿被俘，全力出战接应，接战后退回。夜间秦军退走。
公元前613年（周顷王六年），赵盾赴鲁文公会盟，六月癸酉同盟于新城。
公元前608年，楚、郑攻击陈国、宋国，赵盾率军救援，与宋、陈、卫、曹等诸侯会师于棐林，随后进攻郑国。
公元前607年，晋灵公荒淫无道，赵盾多次直谏。灵公欲杀赵盾，派鉏麑行刺。鉏麑感于赵盾忠公亲国，不忍下手，触槐而死。九月，灵公同赵盾饮酒，埋伏甲士欲杀赵盾，提弥明以死相救，赵盾逃出晋都。乙丑日，赵穿杀灵公于桃园。赵盾回到都城，迎立公子黑臀为君，是为晋成公。太史董狐書曰：「趙盾弒其君夷皋。」趙盾說人不是他殺的。史狐曰：「子為正卿，入諫不聽。出亡不遠，君弒，反不討賊，則志同。志同則書重，非子而誰？故書之曰『晉趙盾弒其君夷皋』。」
公元前601年，病逝。
| 前任： 狐射姑 | 春秋晉國正卿 前621年—前601年 | 繼任： 郤缺 |
| 前任： 赵衰   | 晉國赵氏宗主 前622年—前601年 | 繼任： 赵括 |

## 評價

### 自我評價
趙盾回到晉國後，董狐堅持是他殺死晉靈公的，趙盾因而嘆息道：「《詩經》說：我之懷矣，自詒伊慼『由於我懷念祖國，反而為自己帶來了憂患。』説的大概就是我吧！」

### 孔子
孔子認為趙盾是古時的好官，因為禮法而遭受惡名，如果他當時逃亡的時候能越過國境，（斷絕與靈公之間的君臣情誼），便不會背負惡名了。

## 参見
- 趙穿
- 趙氏孤兒

## 影視作品

### 電影
| 年份 | 名稱     | 主演   | 语言 |
| ---- | -------- | ------ | ---- |
| 2010 | 赵氏孤儿 | 鲍国安 | 國语 |

### 電視劇
| 年份 | 名稱               | 主演   | 语言       |
| ---- | ------------------ | ------ | ---------- |
| 1999 | 庄姬公主           | 王文治 | 國语       |
| 2019 | 忠孝節義之萬古流芳 | 羅育忠 | 闽南语     |
| 1997 | 东周列国春秋篇     | 王培   | 汉语普通话 |